# Ланча Флавия
Ланча Флавиа е италиански автомобил, произвеждан от компанията Ланча. Автомобилът е бил синоним на еталон за седан в началото на 60-те години на ХХ век.

## История
Ланча Флавия се появява в началото на 60-те. Автомобилът е поставен върху нова модернизирана база и трябва да изведе Ланча от трудното положение, в което е поставена марката. Моделът притежава много от качествата на своите предшественици, но за разлика от някои модели на марката от 50-те години не е толкова скъп за производство и наистина подобрява финансовото състояние на компанията. По това време в Европа интересът към седаните се е увеличил значително. Моделът притежава собствена визия и добре оформени линии. Макар и не толкова популярен извън Европа, Флавия печели сърцата на много купувачи на Стария континент. Мнозина биха казали, че той е един от най-добрите автомобили от 60-те години. Проектът за автомобила е дело на Антонио Фесиа и през 1958 и 1959 са провеждат тестове на модела. Представянето му се състои на Автомобилно изложение в Торино.

## Иновации
Ланча Флавия е първият италиански седан с дискови спирачки на четирите колела.